# Belize na Letních olympijských hrách 2008
Belize se účastnilo Letní olympiády 2008 v jediném sportu. Zastupoval jej jediný sportovec v taekwondu.

## Taekwondo
Alfonso Martínez